# Als Dinosaurier die Erde beherrschten
Als Dinosaurier die Erde beherrschten (Originaltitel: When Dinosaurs Ruled the Earth) ist ein britischer Abenteuerfilm des Regisseurs Val Guest aus dem Jahre 1970, dessen Handlung auf einer Geschichte von James Graham Ballard beruht. Premiere hatte der Film am 25. Oktober 1970. In Deutschland kam er am Neujahrstag 1971 in die Kinos.

## Handlung
In einer urzeitlichen Welt lebt der Stamm der Felsmenschen unter der Führung von Kingsor. Die Felsmenschen verehren die Sonne und opfern ihr Menschen. Als diesmal drei Frauen geopfert werden sollen, bekommt eine der drei einen Panikanfall und stürzt ins Meer. Von der Sonne löst sich ein Stück als Feuerball und formt sich zu einem Mond, dem Erdmond. Als ein Sturm aufkommt, flieht Sanna, eine der beiden anderen Frauen, die geopfert werden sollte.
Leute eines anderen Stammes, die Sandmenschen, finden Sanna und nehmen sie auf. Tara, der eigentlich mit Ayak zusammen ist, verliebt sich in das neue Stammesmitglied. Die Sandmenschen haben einen Plesiosaurier gefangen genommen. Das Tier kann sich jedoch losreißen und beginnt damit, das Dorf zu verwüsten. Schließlich gelingt es dem Stamm, den Saurier mit brennendem Öl zu töten. Als Tara am nächsten Tag unterwegs ist, wird Sanna von der eifersüchtigen Ayak bedroht. Gleichzeitig taucht Kingsor auf, um Sanna, die Kingsor für das Naturphänomen verantwortlich macht, zurückzuholen und die Opferzeremonie durchzuführen. Sanna flüchtet, Kingsor und seine Männer nehmen die Verfolgung auf. Sie begegnen einem Chasmosaurus, der den Trupp sogleich angreift. Nur ein Mann überlebt den Kampf. Als Tara mit einigen seiner Leute erscheint, greift der Saurier wieder an. Doch bei diesem Kampf stürzt die Echse in eine Schlucht. Der schwer verletzte Überlebende wird in das Dorf der Sandmenschen gebracht. Hier sind die Leute wegen des neu entstandenen Mondes beunruhigt.
Tara macht sich auf die Suche nach Sanna. Er findet eine Strähne blonden Haares bei einer fleischfressenden Pflanze und vermutet, dass Sanna tot ist. Die wurde jedoch, weil sie in einer riesigen Eierschale Schutz gesucht hat, von einem Dinosaurier als Kind angenommen. Tara bringt den nun genesenen Felsmenschen zurück in sein Dorf. Auf dem Rückweg wird er von einem Flugsaurier angegriffen, kann diesen aber töten. Dann begegnet er Sanna, die mit ihrer Dino-Mutter unterwegs ist. Auch Kingsors Männer haben Sanna gefunden. Sanna bleibt bei dem Dinosaurier, während Tara in sein Dorf zurückkehrt. Doch dort wird er zum Tode verurteilt und auf ein brennendes Floß gesetzt. Das Floß wird von einem Meeressaurier angegriffen. Tara kann entkommen und eilt zurück zu Sanna.
Wieder findet ein Suchtrupp das Paar. Der Dinosaurier beschützt Sanna, doch Tara wird gefangen genommen. Diesmal helfen ihm die Gezeitenkräfte des neuen Mondes. Durch die entstehende Ebbe kommen Riesenkrabben zum Vorschein. Die zurückkommende Flut lässt ein Chaos entstehen, bei dem Tara und Sanna wieder aufeinandertreffen. Ayak stirbt im Treibsand und auch Kingsor überlebt die Flut nicht. Tara, Sanna und ein paar weitere Überlebende können sich auf ein Floß retten und stranden an einem Berg.

## Kritiken
- Das Lexikon des internationalen Films beschreibt den Film als „inhaltlich belangloser, aber technisch raffiniert zubereiteter Fantasy-Kintopp, mit Anachronismen und modernistischen Ausschmückungen; die Hauptdarstellerin ist ausstaffiert wie eine Schönheitskönigin unserer Tage.“[2]
- Die Variety bezeichnet ihn als „simplen Science-fiction-Film, der niemandem weh tut.“[3]
- Das Fazit der Zeitschrift Cinema: „Superschrilles aus den legendären britischen Hammer-Studios.“[4]
- Die Science Fiction Times schreibt: „Die Urmenschen […] tragen ungemein gepflegte Bärte. Und selbst die Damenoberbekleidung entspricht heutiger Bademode“.

## Auszeichnungen
Die Spezialeffekte von Jim Danforth und Roger Dicken wurden 1972 für den Oscar nominiert. Weiters waren auch David Allen, Allan Bryce und Brian Johnstock an den Effekten beteiligt.

## Hintergrund
Der Film wurde 1969 auf der spanischen Kanareninsel Fuerteventura gedreht.
Dem Bericht des Hollywood Reporters zufolge wurde der Filmdialog auf einem aus 27 Begriffen bestehenden Wortschatz aufgebaut. Als Grundlage dienten hierfür Wörter aus der lateinischen und der phönizischen Sprache sowie aus dem Sanskrit.